# بيري (مين)
بيري (بالإنجليزية: Perry, Maine)‏ هي بلدة أمريكية تقع في الولايات المتحدة في مقاطعة واشنطن (مين). يقدر عدد سكانها بـ 889 نسمة ومساحتها 108.93 كم2. وهي في مستوى سطح البحر تقريبا.

## التركيبة السكانية
قام مكتب تعداد الولايات المتحدة بتحديد بيانات التركيبة السكانية لبيري في تعداد الولايات المتحدة. في ما يلي، التركيبة السكانية حسب تعدادي 2000 و2010.

### تعداد عام 2000
بلغ عدد سكان بيري 847 نسمة بحسب تعداد عام 2000، وبلغ عدد الأسر 331 أسرة وعدد العائلات 238 عائلة مقيمة في البلدة. في حين سجلت الكثافة السكانية 28.8 نسمة لكل ميل مربع (11.1/كم2). وبلغ عدد الوحدات السكنية 529 وحدة بمتوسط كثافة قدره 18.0 نسمة لكل ميل مربع (6.9/كم2).
وتوزع التركيب العرقي للبلدة بنسبة 86.19% من البيض و 11.92% من الأمريكيين الأصليين و 0.12% من سكان جزر المحيط الهادئ و 0.24% من الأمريكيين الأفارقة و 1.53% من عرقين مختلطين أو أكثر.
بلغ عدد الأسر 331 أسرة كانت نسبة 34.1% منها لديها أطفال تحت سن الثامنة عشر تعيش معهم، وبلغت نسبة الأزواج القاطنين مع بعضهم البعض 55.3% من أصل المجموع الكلي للأسر، ونسبة 10.0% من الأسر كان لديها معيلات من الإناث دون وجود شريك، وكانت نسبة 27.8% من غير العائلات. تألفت نسبة 21.5% من أصل جميع الأسر من أفراد ونسبة 8.8% كانوا يعيش معهم شخص وحيد يبلغ من العمر 65 عاماً فما فوق. وبلغ متوسط حجم الأسرة المعيشية 2.92، أما متوسط حجم العائلات فبلغ 2.54.
بلغ العمر الوسطي للسكان 37 عاماً. وكانت نسبة 27.5% من القاطنين تحت سن الثامنة عشر، وكانت نسبة 7.4% بين الثامنة عشر والأربعة وعشرون عاماً، ونسبة 27.2% كانت واقعةً في الفئة العمرية ما بين الخامسة والعشرون حتى والأربعة وأربعون عاماً، ونسبة 26.7% كانت ما بين الخامسة والأربعون حتى الرابعة والستون، ونسبة 11.2% كانت ضمن فئة الخامسة والستون عاماً فما فوق. يوجد لكل 100 أنثى 92.9 ذكر، ويوجد لكل 100 أنثى في الثامنة عشر من عمرها فما فوق 99.4 ذكر.
بلغ متوسط دخل الأسرة في البلدة 27,788 دولار، أما متوسط دخل العائلة فبلغ 35,104 دولار. وكان متوسط دخل الذكور 31,442 دولار مقابل 22,292 دولار للإناث. وسجل دخل الفرد الخاص بالبلدة 14,285 دولار. وكانت نسبة 15.9% من العائلات ونسبة 17.5% من السكان تحت خط الفقر، وكان من هؤلاء نسبة 17.2% تحت سن الثامنة عشر ونسبة 32.5% في الخامسة والستين من العمر وما فوق.

### تعداد عام 2010
بلغ عدد سكان بيري 889 نسمة بحسب تعداد عام 2010، وبلغ عدد الأسر 362 أسرة وعدد العائلات 253 عائلة مقيمة في البلدة. في حين سجلت الكثافة السكانية 30.4 نسمة لكل ميل مربع (11.7/كم2). وبلغ عدد الوحدات السكنية 551 وحدة بمتوسط كثافة قدره 18.8 لكل ميل مربع (7.3/كم2).
وتوزع التركيب العرقي للبلدة بنسبة 85.5% من البيض و 10.5% من الأمريكيين الأصليين و 0.1% من الأمريكيين ذوي الأصول الآسيوية و 0.3% من سكان جزر المحيط الهادئ و 3.3% من عرقين مختلطين أو أكثر.
بلغ عدد الأسر 362 أسرة كانت نسبة 30.1% منها لديها أطفال تحت سن الثامنة عشر تعيش معهم، وبلغت نسبة الأزواج القاطنين مع بعضهم البعض 57.2% من أصل المجموع الكلي للأسر، ونسبة 6.4% من الأسر كان لديها معيلات من الإناث دون وجود شريك، بينما كانت نسبة 6.4% من الأسر لديها معيلون من الذكور دون وجود شريكة وكانت نسبة 30.1% من غير العائلات. تألفت نسبة 22.7% من أصل جميع الأسر من أفراد ونسبة 6.4% كانوا يعيش معهم شخص وحيد يبلغ من العمر 65 عاماً فما فوق. وبلغ متوسط حجم الأسرة المعيشية 2.89، أما متوسط حجم العائلات فبلغ 2.46.
بلغ العمر الوسطي للسكان 44 عاماً. وكانت نسبة 23.8% من القاطنين تحت سن الثامنة عشر، وكانت نسبة 3.6% بين الثامنة عشر والأربعة وعشرون عاماً، ونسبة 24.5% كانت واقعةً في الفئة العمرية ما بين الخامسة والعشرون حتى والأربعة وأربعون عاماً، ونسبة 34.2% كانت ما بين الخامسة والأربعون حتى الرابعة والستون، ونسبة 13.9% كانت ضمن فئة الخامسة والستون عاماً فما فوق. وتوزع التركيب الجنسي للسكان بنسبة 48.0% ذكور و52.0% إناث.